# Andrzej Mroczek
Andrzej Artur Mroczek (ur. 1936 w Krakowie) – polski konstruktor, dziennikarz, fotografik.

## Życiorys
Dzieciństwo spędził we Lwowie, po wojnie zamieszkał znów w Krakowie. Od dzieciństwa interesował się lotnictwem. Budował modele samolotów, brał udział w zawodach modeli latających, osiągał sukcesy. W konsekwencji tych zainteresowań studiował na Wydziale Lotniczym Politechniki Warszawskiej.
W czasie studiów zainteresował się fotografią artystyczną. W 1958 został członkiem warszawskiego oddziału Polskiego Towarzystwa Fotograficznego i aktywnie uczestniczył w pracach sekcji fotografii artystycznej. Po likwidacji Polskiego Towarzystwa Fotograficznego i narzuconej przez władze reorganizacji amatorskiego ruchu fotograficznego został członkiem Warszawskiego Towarzystwa Fotograficznego. Brał udział w wielu krajowych i zagranicznych wystawach amatorskiej fotografii artystycznej zdobywając nagrody i wyróżnienia. Jako freelancer związał się z dziennikiem „Słowo Powszechne” publikując fotografie reportażowe.

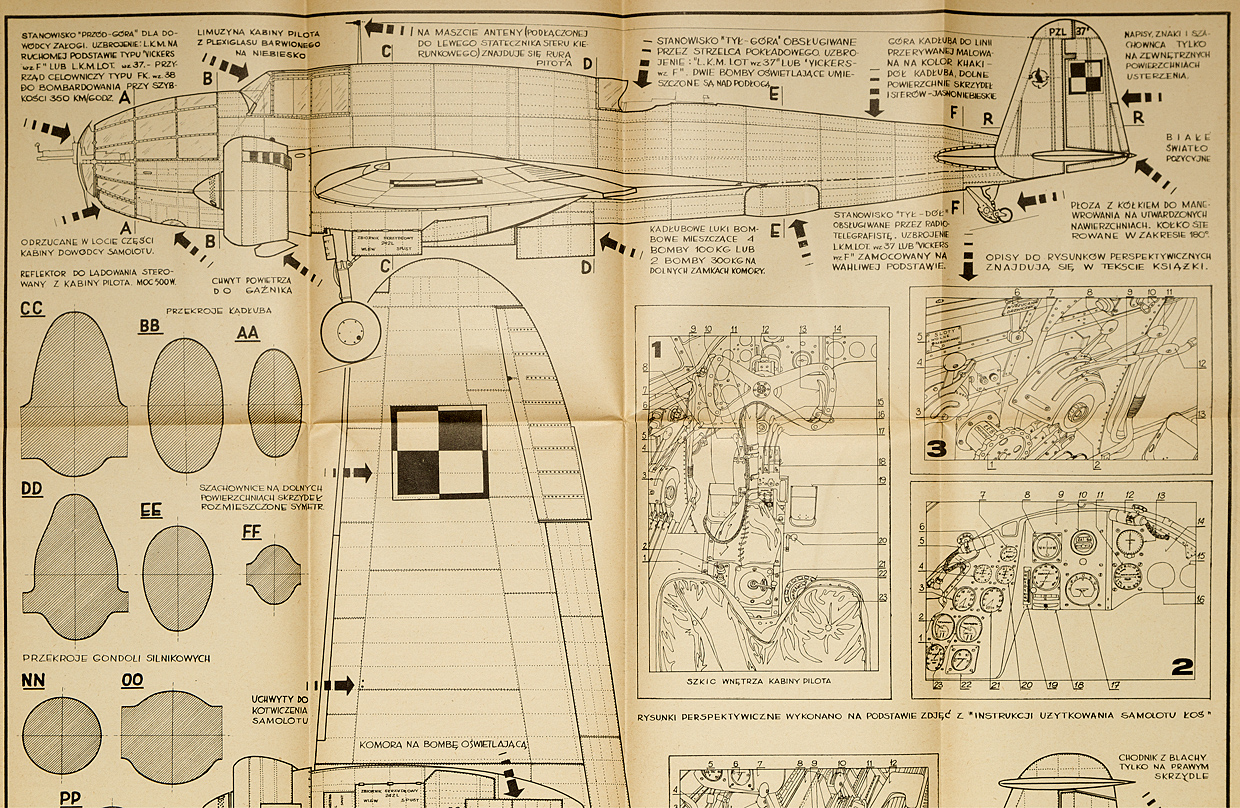
Fragment rysunku samolotu PZL-37B Łoś autorstwa Andrzeja Mroczka opublikowanego w miesięczniku Modelarz (nr 9/1958 r.). Na jego podstawie w zakładach PZL-Mielec zbudowano model Łosia w wielkości naturalnej.

Pracę zawodową rozpoczął w Ośrodku Konstrukcji Płatowców OKP-2 w zakładach lotniczych WSK–Okęcie, w zespole projektującym samolot wielozadaniowy PZL-104 Wilga 2P.
Pracę konstruktora w zakładach lotniczych łączył z działalnością dziennikarską: był redaktorem działu lotniczego w miesięczniku „Modelarz”, w którym publikował artykuły wyjaśniające młodym czytelnikom tajemnice aerodynamiki oraz mechaniki lotu małych samolotów. Natomiast w „Słówku”, w dodatku dla dzieci dziennika „Słowo Powszechne” redagował „Klub Młodych Astronautów”. Był pomysłodawcą i organizatorem I Ogólnopolskich Zawodów Modeli Rakiet im. Kazimierza Siemienowicza, które w rok po locie Gagarina zorganizowane zostały przez „Słowo Powszechne” i Aeroklub Krakowski. Były to pierwsze tego rodzaju zawody nie tylko w Polsce, ale i w Europie – obecnie rozgrywane są w tej dziedzinie modelarstwa lotniczego mistrzostwa świata, pod auspicjami Międzynarodowej Federacji Lotniczej FAI.
Od 1965 r. był dziennikarzem „Słowa Powszechnego”, w latach 1971 do 1981 r. zastępcą redaktora naczelnego tygodnika społeczno-kulturalnego „Kierunki”, w którym publikował artykuły o tematyce gospodarczej, reportaże, felietony a także recenzje z wystaw fotografii artystycznej oraz albumów fotograficznych. Po ogłoszeniu stanu wojennego w grudniu 1981 roku, dysponując nadmiarem wolnego czasu napisał książkę „O fotografowaniu”. W ramach obchodów „150-lecia Fotografii” zorganizował ogólnopolskie sympozjum pn. „Fotografia w obszarze kultury narodowej”.
W 1993 r. został członkiem Związku Polskich Artystów Fotografików.

## Wystawy

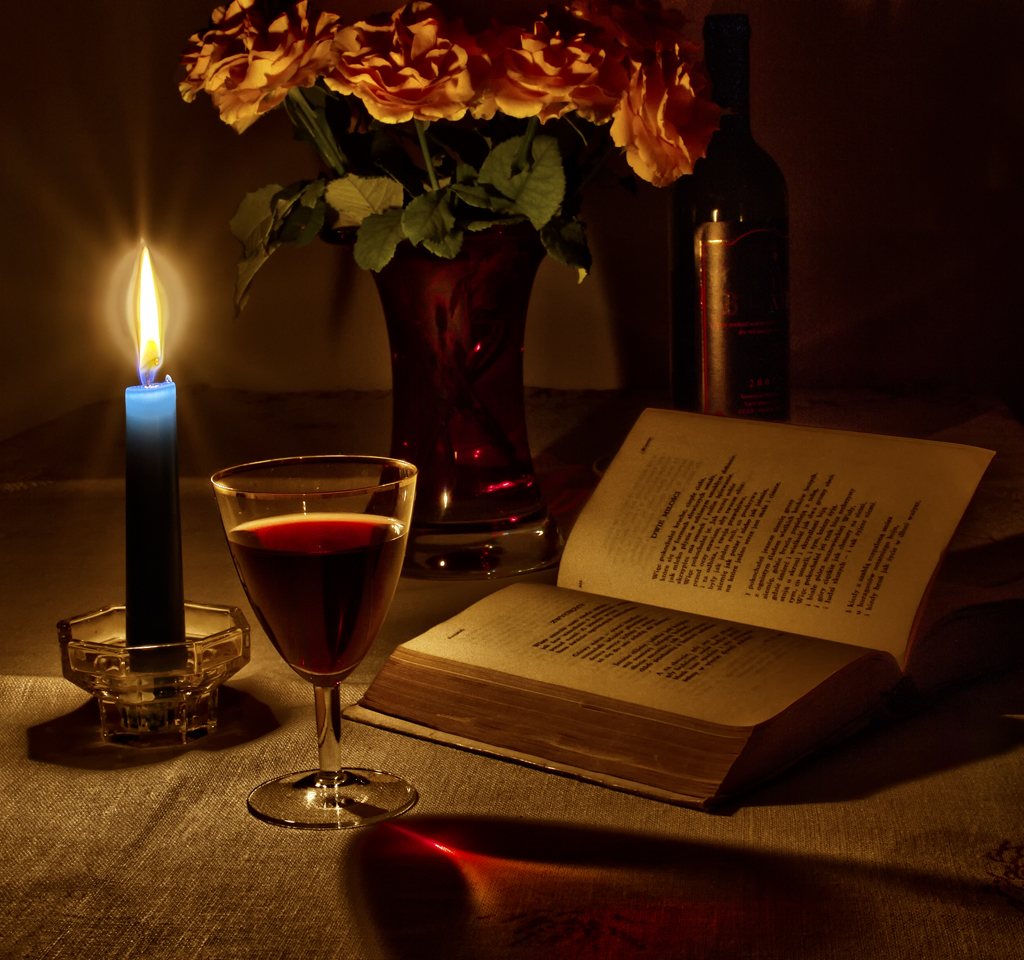
Fotografia martwej natury autorstwa Andrzeja Mroczka, wykonana techniką wysokiej rozdzielczości tonalnej HDRI. Jedynym i wyłącznym źródłem oświetlenia była świeca widoczna w kadrze.

Andrzej Mroczek jest autorem kilku indywidualnych wystaw fotograficznych, prezentujących fenomen ówczesnych czasów, nowoczesną polską architekturę sakralną: wystaw fotografii czarno-białych w 1987 r. w Warszawie oraz na Międzynarodowym Kongresie Światowej Unii Architektów w Brighton. Wystawy fotografii kolorowych: w 1989 r. na III Międzynarodowym Biennale Architektury w Krakowie, kolejne wystawy w Warszawie, Dęblinie, Pile, Białymstoku, Olsztynie, Poznaniu, Żabnie, Kościanie, Wschowie. Brał udział w wystawach zbiorowych prezentujących polską architekturę sakralną: w Pradze, Ołomuńcu i Trnawie oraz na Biennale Sztuki w Wenecji, rok później również w Wenecji na I Międzynarodowym Biennale Architektury Sakralnej. Publikował fotografie w czasopismach architektonicznych polskich, niemieckich, francuskich, włoskich, japońskich i chińskich.
Uwieńczeniem tych działań był duży album fotograficzny „Nowe kościoły w Polsce”, prezentujący na 400 fotografiach 40 najbardziej interesujących świątyń, oraz wydany w 2008 roku w Pekinie album „Beauty of the New Style Chuch”.
W 2016 r, wydał książkę pt. „Konstruktor - 26 rozmów z Andrzejem Frydrychewiczem” - owoc 2 lat rozmów z najwybitniejszym konstruktorem lotniczych o jego zrealizowanych i niezrealizowanych projektach a także o budowanych aktualnie samolotach: cywilnym odrzutowym, 4.miejscowym Flaris LAR01 i samolotem patrolowym OSA.
Fotografie autora znajdują się w Muzeum Architektury we Wrocławiu, u osób prywatnych oraz w zbiorach Oddziału Warszawskiego Związku Polskich Artystów Fotografików.

## Książki
- dla dzieci „Samolot w sosie własnym” (1967 r.), „Zwycięstwo przed dogrywką” (I wydanie 1971 r., II wydanie 1973 r.);
- dla majsterkowiczów: „Mieszkanie i nasz dom” (I wydanie 1985 r., II wydanie 1987 r., wydanie języku rosyjskim 1987 r.);
- albumów fotograficznych: „Nowe kościoły w Polsce (2002 r.), „Wielkopolska” (I wydanie 1994 r., II wydanie 1997), „Leszno” (1997), „Beaty of the New Style Chuch” (2008 r.)
- dla fotoamatorów: „O fotografowaniu” (I wydanie 1987 r., II wydanie 1989 r.), „Książka o fotografowaniu” (I wydanie 2001 r., II wydanie 2003 r. III wydanie 2009 r.), „Książka o fotografowaniu dzieci (2008 r.). „Zdjęcia cyfrowe w oświetleniu zastanym. Fascynująca historia od Available Light do HDR” (2011 r.).
- dla zainteresowanych polskimi konstrukcjami samolotów: „Konstruktor, 26 rozmów z Andrzejem Frydrychewiczem” Wyd. Galaktyka 2016 r.

Łączny nakład 4 tytułów książek dla fotoamatorów wyniósł 91 000 egzemplarzy.